# Питиљијано (Гросето)
Питиљијано (итал. Pitigliano) је насеље у Италији у округу Гросето, региону Тоскана.
Према процени из 2011. у насељу је живело 3040 становника. Насеље се налази на надморској висини од 336 м.

## Становништво
Према резултатима пописа становништва 2011. у општини је живело 3.870 становника.
| 1931. | 1936. | 1951. | 1961. | 1971. | 1981. | 1991. | 2001. | 2011. |
| ----- | ----- | ----- | ----- | ----- | ----- | ----- | ----- | ----- |
| 5.710 | 5.914 | 5.750 | 4.895 | 4.463 | 4.465 | 4.316 | 4.134 | 3.870 |